# Edward Moore (Dramatiker)
Edward Moore (* 22. März 1712 in Abingdon, Berkshire; † 1. März 1757 in Lambeth, London) war ein englischer Dramatiker und Schriftsteller, der lange Zeit im englischsprachigen Raum für seine Domestiken-Tragödie The Gamester (1753) bekannt war. Dabei wurden zwei seiner Stücke und eine Gedichtsammlung bereits im 18. Jahrhundert ins Deutsche übersetzt.

## Leben
Edward Moore wurde 1712 in Abingdon, Berkshire als dritter Sohn von Thomas Moore, einem abgefallenen Priester, und seiner Ehefrau Mary, geborene Adler, geboren. Der Großvater väterlicherseits, Reverend John Moore, war Kurator von Holnest, Dorset. Der Vater verstarb bereits 1722, sodass der Junge im Haus seines Onkels, John Moore, einem Schulmeister in Bridgwater, Somerset, aufwuchs. Edward Moore besuchte auch die Schule in East Orchad, Dorset, und wurde danach in die Lehre zu einem Textilhändler nach London gegeben, wo er nach einigen Jahren, die er als Faktor in Irland verbrachte, sich selbst als eigenständiger Händler versuchte. Nach dem Scheitern als Textilhändler für Leinenstoffe wandte sich Moore der Schriftstellerei zu.
Moore war der Autor von Fables of the Female Sex (1744), deren humoristische Gedichte lange Zeit sehr populär blieben und auch ins Deutsche übersetzt wurden. Spätere Literaturkritiker lobten die hervorragende Moral der Gedichte, reklamierten aber die fehlende Lebhaftigkeit im Stil. Er schuf das Langgedicht The Trial of Selim the Persian (1748), sowie die Komödien The Foundling (1748) und Gil Blas (1751). 
Moores erste Komödie The Foundling wurde am 13. Februar 1748 im Theatre Royal, Drury Lane uraufgeführt und wurde mit schwachem Lob von den Kritikern abgewiesen. Am gleichen Theater führte man am 2. Februar 1751 auch seine zweite Komödie, Gil Blas, zum ersten Mal auf, das auf der Geschichte der Aurora aus der romantischen Sage basierte. Obwohl das Stück eher schlecht angenommen wurde, hielt es sich für neun Aufführungen. 
Der Dramatiker schrieb die Domestiken-Tragödie The Gamester, die am 7. Februar 1753 mit dem bekannten britischen Schauspieler David Garrick, der angeblich einige der Dialogszenen selbst geschrieben haben soll, in der Hauptrolle des Beverley the gambler inszeniert wurde. Das Stück erlebte elf gute besuchte Aufführungen und hielt sich seitdem auf den Spielplänen. Bis heute beruht der literarische Nachruhm des englischen Schriftstellers auf The Gamester. Das Prosa-Stück wurde selbst 100 Jahre nach seinem Tod überall in England und den Vereinigten Staaten aufgeführt. Die vielzentierte Phrase „rich beyond the dreams of avarice“ („reich über alle Träume der Habgier hinaus“) wird im Stück von Mrs. Beverley im zweiten Akt ausgesprochen. Außerdem erfolgte eine Übersetzung ins Deutsche und Französische. Später maß man dem Stück weniger einen literarischen als pädagogischen Aspekt bei, da man darin das stärkste Plädoyer gegen die Spielsucht ansah, was jemals auf der Bühne aufgeführt wurde. Des Weiteren vermutete man, dass Moore die Figur des  Beverley the gambler, die ein großes Geschick jedes Darstellers forderte, nach dem Vorbild von Henry Fieldings Captain Booth formte.

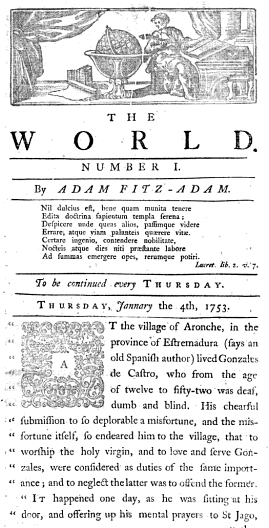
Titelblatt der Erstausgabe von The World, 4. Januar 1753

Als Dichter schuf Edward Moore intelligente Imitationen der Werke von John Gay und Thomas Gray. Mit der Patronage-Hilfe von George, 1st Lord Lyttelton, Lord Chesterfield and Horace Walpole gab er von 1753 bis 1757 The World heraus, eine literarische Wochenschrift nach dem Modell des Rambler, an der sich auch Richard Owen Cambridge als Autor beteiligte. Diese veröffentlichte er unter dem Pseudonym Adam Fitz-Adam. Alleine 61 der 210 Nummern stammten aus seiner Feder. Dabei konnte die Zeitung in ihren besten Zeiten eine Auflage von bis zu 25.000 Exemplaren in einer Woche verkaufen. Nur wenige Literaturzeitschriften konnten diesen Erfolg für sich verbuchen – sie kamen in der Regel gerade einmal auf ein paar hundert Exemplare. The World erlebte 1779/80 bei Richter in Altenburg sogar eine Eindeutschung Die Welt : eine Wochenschrift; aus dem Englischen verdeutscht.
Seine Gedichte gab Moore unter dem Titel Poems, Fables and Plays 1756 heraus. Am 1. März 1757 verstarb Edward Moore im Alter von 44 Jahren in Lambeth in Armut, gerade als sich seine Gesundheit scheinbar gebessert hatte und eine geplante Neuauflage von The World finanzielle Absicherung bedeutet hätte. Sein Leichnam wurde anonym auf dem Friedhof von South Lambeth bestattet. Er hinterließ seine Ehefrau Jenny, geborene Hamilton, die Tochter des Dachdeckers der königlichen Prinzessinnen, die er am 10. August 1749 geheiratet hatte und einen einzigen Sohn, Edward, dessen spätere Ausbildung von Lord Chesterfield finanziert wurde. Dieser Sohn trat später der Royal Navy bei und starb 1773 auf See.
Edward Moores gesammelten dramatischen Werke, Dramatic Works, wurden 1788 posthum veröffentlicht. Selbst nach seinem Tod wurde The foundling noch 1774 unter dem Titel Die Unbekannte in Wien ins Deutsche übersetzt.

## Werk
- Fables of the Female Sex. 1744.[4]
  - Fabeln für das schöne Geschlecht von  E. Moore. Aus dem Englischen  von Christian Felix Weisse. Weidmann & Reich, Leipzig 1762.
- The Trial of Selim the Persian for divers high crimes and misdemeanours. 1748.
- The Foundling. (Komödie) 1748.
  - Die Unbekannte; ein Lustspiel in fünf Aufzügen. Logenmeister, Wien 1774.
- An ode to David Garrick upon the talk of the town. 1749.
- Solomon: a serenata. 1750.
- Gil Blas. (Komödie) 1751.
- The Gamester. (Tragödie) 1753.
  - Beverley oder der Spieler : ein bürgerliches Trauerspiel in fünf Handlungen. Übersetzung aus dem Englischen von Johann Heinrich Steffens, N.D. Runge, Zelle 1755.
- The World. (Periodika)  R. and J. Dodsley, London 1753–1757.
- Poems, Fables and Plays. 1756.
- Dramatic Works. 1788.